# Нивхская письменность
Нивхская письменность — письменность, используемая для записи нивхского языка. За время своего существования функционировала на разных графических основах и неоднократно реформировалась. В настоящее время нивхская письменность функционирует на кириллице. В истории нивхской письменности выделяется 3 этапа:
- до начала 1930-х годов — дописьменный период;
- 1931—1937 годы — письменность на латинской основе;
- с 1953 года — письменность на основе кириллицы.

## Дописьменный период
По данным исследования, проведённого в 1929 году, у нивхов низовий Амура существовали зачатки пиктографического письма. Оно применялось лишь для украшения деревянной посуды, использовавшейся во время «медвежьих праздников». На этих праздниках мясо медведя подавалось в деревянных ковшах, на которые наносились изображения медведя, а также условные знаки, указывающие на сезон охоты, количество убитых медведей, их пол и возраст, число охотников и иные обстоятельства охоты.
До 1930 года попыток создания настоящей письменности для нивхов не предпринималось. В 1884 году Православное миссионерское общество издало в Казани «Гольдскую азбуку для обучения гольдских и гилякских детей» (гольды — устаревшее название нанайцев, гиляки — устаревшее название нивхов), но все тексты в этой азбуке были на нанайском языке. Попытки применить такую азбуку для неродственного нанайскому нивхского языка можно рассматривать только в качестве курьёза.
К концу XIX века относятся первые опыты по письменной фиксации нивхского языка: рядом исследователей (Н. Зеланд, Л. И. Шренк, Л. Я. Штернберг) были составлены нивхские словники и записаны некоторые тексты. В таких записях использовалась как кириллица, так и латиница.

## Латиница
В 1931 году в ходе кампании по созданию письменности для народов Крайнего Севера и Дальнего Востока СССР Е. А. Крейновичем был разработан нивхский алфавит на латинской основе. По первоначальному проекту он должен был включать буквы A a, B в, C c, Ç ç, D d, E e, Ə ə, F f, G g, H h, Ꜧ ꜧ, I i, J j, K k, L l, M m, N n, Ŋ ŋ, O o, P p, Q q, R r, Ŗ ŗ, S s, Ş ş, T t, U u, V v, X x, Z z, Ь ь. Однако в феврале 1932 года алфавит был утверждён в следующем виде:
| A a | B в | C c | D d   | D̦ d̦   | E e   | Ə ə   | F f | G g   |
| H h | Ꜧ ꜧ | I i | J j   | K k   | K’ k’ | L l   | M m | N n   |
| Ņ ņ | Ŋ ŋ | O o | P p   | P’ p’ | Q q   | Q’ q’ | R r | R’ r’ |
| S s | T t | Ţ ţ | T’ t’ | U u   | V v   | X x   | Z z |       |

Запятая под буквой означала палатализацию. В том же году на этом алфавите был издан букварь «Cuzd̦if», а следом за ним и другие издания. В основу литературного языка был положен амурский диалект. Непродолжительное время в Николаевске-на-Амуре на этом алфавите выходила газета «Nivxgu mәkәr-qlaj-d̦if» («Нивхская правда»).

## Кириллица
В 1937 году нивхский алфавит, как и алфавиты других народов Крайнего Севера и Дальнего Востока СССР, был официально переведён на кириллическую основу — русский алфавит с апострофом, но без букв Щ щ, Ъ ъ, Ы ы. Апостроф применялся в буквах К’ к’, П’ п’, Р’ р’, Т’ т’, также использовалось буквосочетание Нг нг. Однако при этом выпуск какой-либо литературы на нивхском языке прекратился. Лишь в 1953 году В. Н. Савельевой был составлен нивхский букварь на кириллице (амурский диалект). Новый алфавит содержал все буквы русского алфавита, а также знаки Г’ г’, Гг’ гг’, Кк кк, Къ къ, Ккъ ккъ, Н’ н’, Пъ пъ, Рш рш, Тъ тъ, Хх хх, Х’ х’. После выпуска этого букваря книгоиздание на нивхском языке вновь прекратилось до начала 1980-х годов (исключение составляют два словаря, вышедших в 1960-70-е годы).
Возрождение нивхской письменности началось в 1977 году, когда Министерство просвещения РСФСР начало подготовку программ по нивхскому языку для начальных классов школ. В 1979 году был составлен новый кириллический алфавит нивхского языка, на основе которого в 1981 году был издан букварь на сахалинском диалекте (авторы — В. М. Санги и Г. А. Отаина), а в 1982 году — букварь на амурском диалекте (авторы — Ч. М. Таксами, М. Н. Пухта и А. М. Вингун). За этими букварями последовали и другие нивхские книги, а также газета «Нивх диф».
В настоящее время алфавит сахалинского диалекта нивхского языка имеет следующий вид:
| А а   | Б б | В в | Г г   | Ӷ ӷ | Ғ ғ   | Ӻ ӻ | Д д | Е е | Ё ё | Ж ж | З з |
| И и   | Й й | К к | К’ к’ | Ӄ ӄ | Ӄ’ ӄ’ | Л л | М м | Н н | Ӈ ӈ | О о | П п |
| П’ п’ | Р р | Р̌ р̌ | С с   | Т т | Т’ т’ | У у | Ў ў | Ф ф | Х х | Ӽ ӽ | Ӿ ӿ |
| Ц ц   | Ч ч | Ш ш | Щ щ   | ъ   | Ы ы   | ь   | Э э | Ю ю | Я я |     |     |

В ряде изданий также используется буква Ч’ ч’. В алфавите амурского диалекта нивхского языка отсутствуют буквы Ӷ ӷ, Ў ў.

## Таблица соответствия алфавитов
составлено по:,
| Современный алфавит | Алфавит словаря 1970 года | Алфавит букваря 1953 года | Латинизированный алфавит (1932—1937) |
| ------------------- | ------------------------- | ------------------------- | ------------------------------------ |
| А а                 | А а                       | А а                       | A a                                  |
| Б б                 | Б б                       | Б б                       | B в                                  |
| В в                 | В в                       | В в                       | V v                                  |
| Г г                 | Г г                       | Г г                       | G g                                  |
| Ӷ ӷ                 | Ӷ ӷ                       | —                         | G g                                  |
| Ғ ғ                 | ɧ                         | Г’ г’                     | Ꜧ ꜧ                                  |
| Ӻ ӻ                 | ⱨ                         | Гг’ гг’                   | Ꜧ ꜧ                                  |
| Д д                 | Д д                       | Д д                       | D d                                  |
| Е е                 | Е е                       | Е е                       | E e                                  |
| Ё ё                 | Ё ё                       | Ё ё                       | —                                    |
| Ж ж                 | Ж ж                       | Ж ж                       | —                                    |
| З з                 | З з                       | З з                       | Z z                                  |
| И и                 | И и                       | И и                       | I i                                  |
| Й й                 | Й й                       | Й й                       | J j                                  |
| К к                 | К к                       | К к                       | K k                                  |
| К’ к’               | К’ к’                     | Къ къ                     | K’ k’                                |
| Ӄ ӄ                 | Ӄ ӄ                       | Кк кк                     | Q q                                  |
| Ӄ’ ӄ’               | Ӄ’ ӄ’                     | Ккъ ккъ                   | Q’ q’                                |
| Л л                 | Л л                       | Л л                       | L l                                  |
| М м                 | М м                       | М м                       | M m                                  |
| Н н                 | Н н                       | Н н                       | N n                                  |
| Ӈ ӈ                 | Ӈ ӈ                       | Н’ н’                     | Ŋ ŋ                                  |
| О о                 | О о                       | О о                       | O o                                  |
| П п                 | П п                       | П п                       | P p                                  |
| П’ п’               | П’ п’                     | Пъ пъ                     | P’ p’                                |
| Р р                 | Р р                       | Р р                       | R r                                  |
| Р̌ р̌                 | Рш рш                     | Рш рш                     | R’ r’                                |
| С с                 | С с                       | С с                       | S s                                  |
| Т т                 | Т т                       | Т т                       | T t                                  |
| Т’ т’               | Т’ т’                     | Тъ тъ                     | T’ t’                                |
| У у                 | У у                       | У у                       | U u                                  |
| Ў ў                 | —                         | —                         | —                                    |
| Ф ф                 | Ф ф                       | Ф ф                       | F f                                  |
| Х х                 | Х х                       | Х х                       | H h                                  |
| Ӽ ӽ                 | Ӽ ӽ                       | Хх хх                     | X x                                  |
| Ӿ ӿ                 | Һ һ                       | Х’ х’                     | X x                                  |
| Ц ц                 | Ц ц                       | Ц ц                       | —                                    |
| Ч ч                 | Ч ч                       | Ч ч                       | —                                    |
| Ч’ ч’               | Ч’ ч’                     | —                         | C c                                  |
| Ш ш                 | Ш ш                       | Ш ш                       | —                                    |
| Щ щ                 | Щ щ                       | Щ щ                       | —                                    |
| Ъ ъ                 | Ъ ъ                       | Ъ ъ                       | —                                    |
| Ы ы                 | Ы ы                       | Ы ы                       | —                                    |
| Ь ь                 | Ь ь                       | Ь ь                       | —                                    |
| Э э                 | Э э                       | Э э                       | E e                                  |
| Ю ю                 | Ю ю                       | Ю ю                       | —                                    |
| Я я                 | Я я                       | Я я                       | —                                    |